# The (International) Noise Conspiracy
The (International) Noise Conspiracy, abrégé T(I)NC, est un groupe suédois de punk rock, originaire d'Umeå. Ses membres, issus de 5 groupes différents de hardcore suédois souhaitent utiliser leur musique comme une arme à l'assaut de la culture capitaliste. Depuis leur formation, le quintette compte une bonne quantité d'EP, et deux albums, The First Conspiracy (1999) et Survival Sickness (2000).

## Historique

### Origines et débuts (1998–2001)
Fascinés par une citation du chanteur et parolier Phil Ochs selon laquelle « la formule rock parfaite serait un mélange d'Elvis et de Che Guevara », le guitariste Lars Strömberg et le chanteur Dennis Lyxzén décident à la fin 1998 de former un groupe qui réaliserait cette « vision idéale ». Lyxzén, qui venait juste d'assister à l'implosion de son groupe hardcore Refused était impatient de repartir dans une nouvelle formation, et d'utiliser à nouveau sa musique comme support pour un message politique. Strömberg, qui partageait son enthousiasme, cofonde avec lui The (International) Noise Conspiracy. À l'époque, Strömberg jouait, et joue encore, dans un groupe de punk d'Umeå : Separation. Le duo se met en chasse de futurs membres qui partagent leurs idéaux. Ils trouvent un bassiste en leur ami Inge Johansson qui faisait, et qui fait toujours, partie du groupe de art/noise Female Anchor of Sade, tandis que les deux dernières pièces de T(I)NC, la guitariste/organiste Sara Almgren et le batteur Ludwig Dahlberg étaient issus du groupe politico-musical Saidwas.
Une fois les rôles attribués, T(I)NC entre en studio en 1999 pour enregistrer 12 titres. Les pistes sont sorties sous la forme d'une série d'EP plus tard dans l'année, sur quatre labels différents, The Black Mask Collective (label du groupe), Premonition, Car Crash, et Trans Solar Records. La plupart des titres de ces EP sont présents sur le premier album du groupe The First Conspiracy (1999). Les membres du groupe ne se sont pas éloignés pour autant de leurs projets personnels au cours de l'année 1999. Lyxzén fait paraître un album, intitulé Songs in the Key of Resistance, et un EP-titre pour son groupe Lost Patrol. Le style et le message du groupe reste dans une veine semblable à celle où évolue The (International) Noise Conspiracy. Johansson travaille aussi avec Female Anchor of Sade, qui produit Tanks to Everyone.
T(I)NC revient en mai 2000 pour leur deuxième album, Survival Sickness, sorti sur Burning Heart en Europe, et une branche d'Epitaph aux États-Unis. C'est ce label qui fait paraître The First Conspiracy aux États-Unis en 2001, où son contenu idéologique reçu un accueil tiède. Plus tard cette année-là, celui réservé à l'EP Capitalism Stole my Virginity se révèle plus chaleureux, du fait de l'intérêt grandissant des fans du garage rock US pour le rock scandinave. En 2001 sort A New Morning, Changing Weather, généralement bien accueilli par la presse spécialisée,, à l'exception de Pitchfork, qui lui attribue une note de 3,5 sur 10.

### Nouveaux albums (depuis 2002)

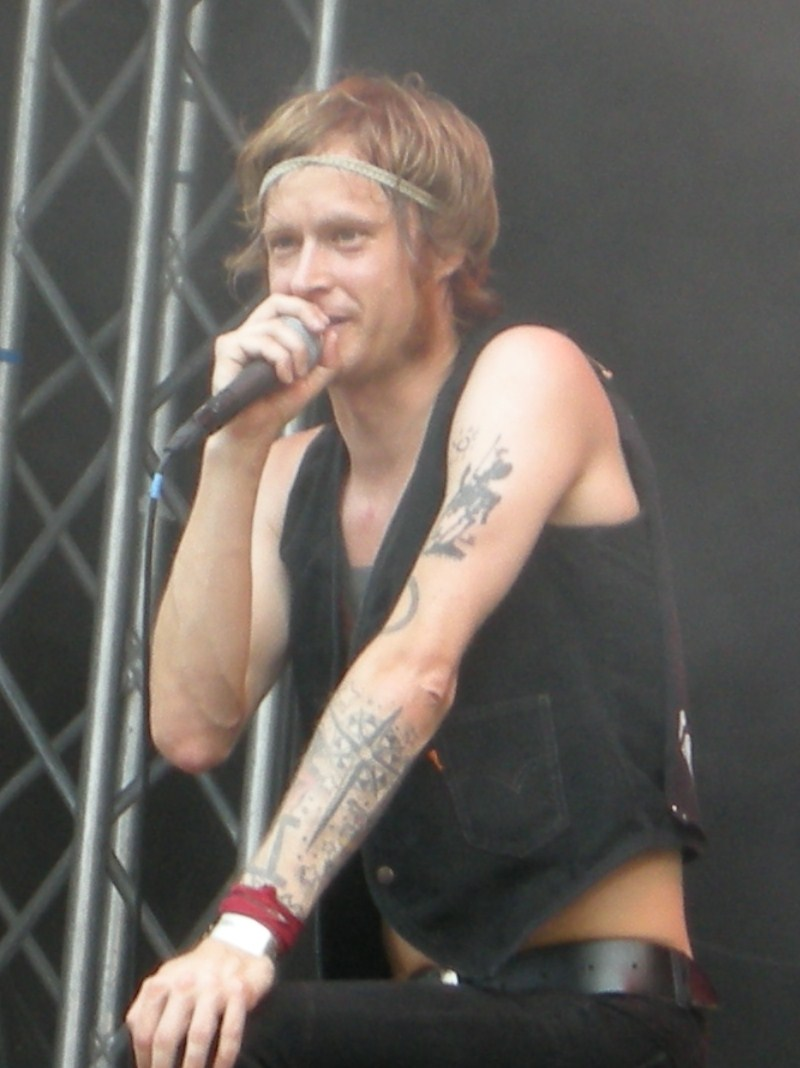
Dennix Lyxzén au Sonisphere en 2009.

En 2002 sort l'EP Up For Sale EP (Sympathy for the Record Industry). Au printemps 2003, parait Bigger Cages, Longer Chains, un EP qui contient plusieurs vidéos et un message politique d'une brièveté significative. En 2004, The (International) Noise Conspiracy s'associe avec le producteur de renom Rick Rubin pour leur prochain album. Le saxophoniste suédois Jonas Kullhammar se joint temporairement à eux pour les morceaux de saxophone et de clavier. Les organistes Billy Preston et Benmont Tench seront aussi de la partie, après le départ de Sara Almgren qui se consacrera au groupe The Vicious (plus tard Masshysteri). Rick Rubin signe le groupe à son label American Recordings. Finalement, le groupe publie l'album Armed Love en 2004.
En 2006, The (International) Noise Conspiracy contribue avec une reprise de Shut Up des Monks à l'album-hommage Silver Monk Time: A Tribute to The Monks, publié en octobre. En 2007, le groupe enregistre un nouvel album. Le groupe révèle le titre : The Cross of My Calling, et sa date de sortie pour le 17 novembre 2008, en Europe, et le 25 novembre, en Amérique. Dennis Lyxzénn devient aussi chanteur du groupe hardcore AC4 en 2008,. Johansson travaille aussi avec CSS en 2011.

## Style musical
Leur style musical est un mélange de garage rock, de soul des années 1960 et de punk de la première vague.

## Membres

### Membres actuels
- Dennis Lyxzén — chant (1998-2009)
- Inge Johansson — basse, chœurs (1998-2009)
- Lars Strömberg — guitare, chœurs (1998-2009)
- Ludwig Dahlberg — batterie, percussions (1998-2009)

### Ancien membre
- Sara Almgren - guitare rythmique (1998-2004)

### Membres temporaires
- Jonas Kullhammar — saxophone, claviers (2004)
- Billy Preston — organe
- Benmont Tench — organe (2004)

## Discographie

### Albums studio
- 1999 : The First Conspiracy
- 2000 : Survival Sickness (Burning Heart Records)
- 2001 : A New Morning Changing Weather (Burning Heart Records)
- 2004 : Armed Love (Burning Heart Records)
- 2008 : The Cross of My Calling (Vagrant Records)